# 波纳佩州

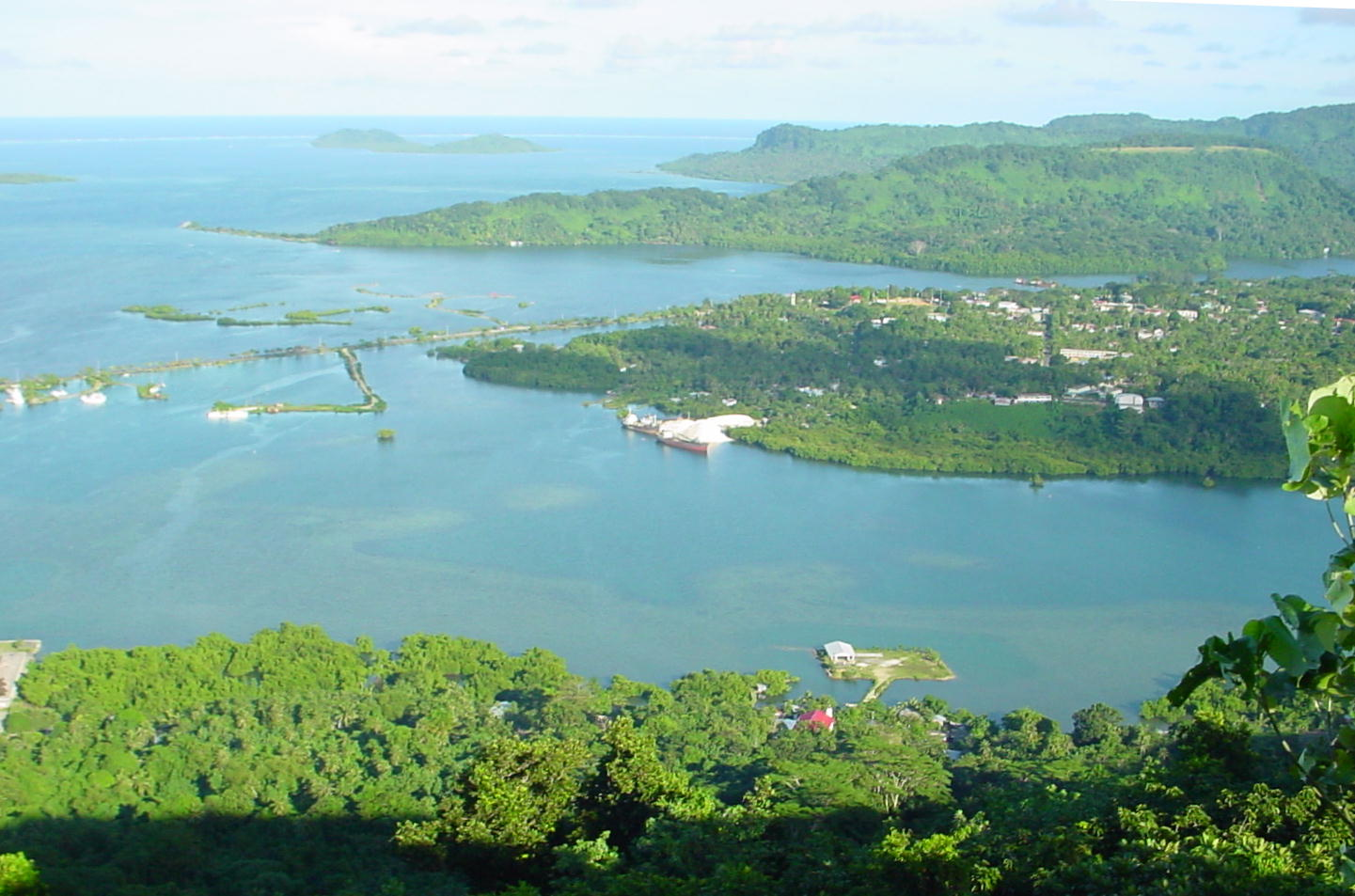
波納佩州首府科洛尼亞

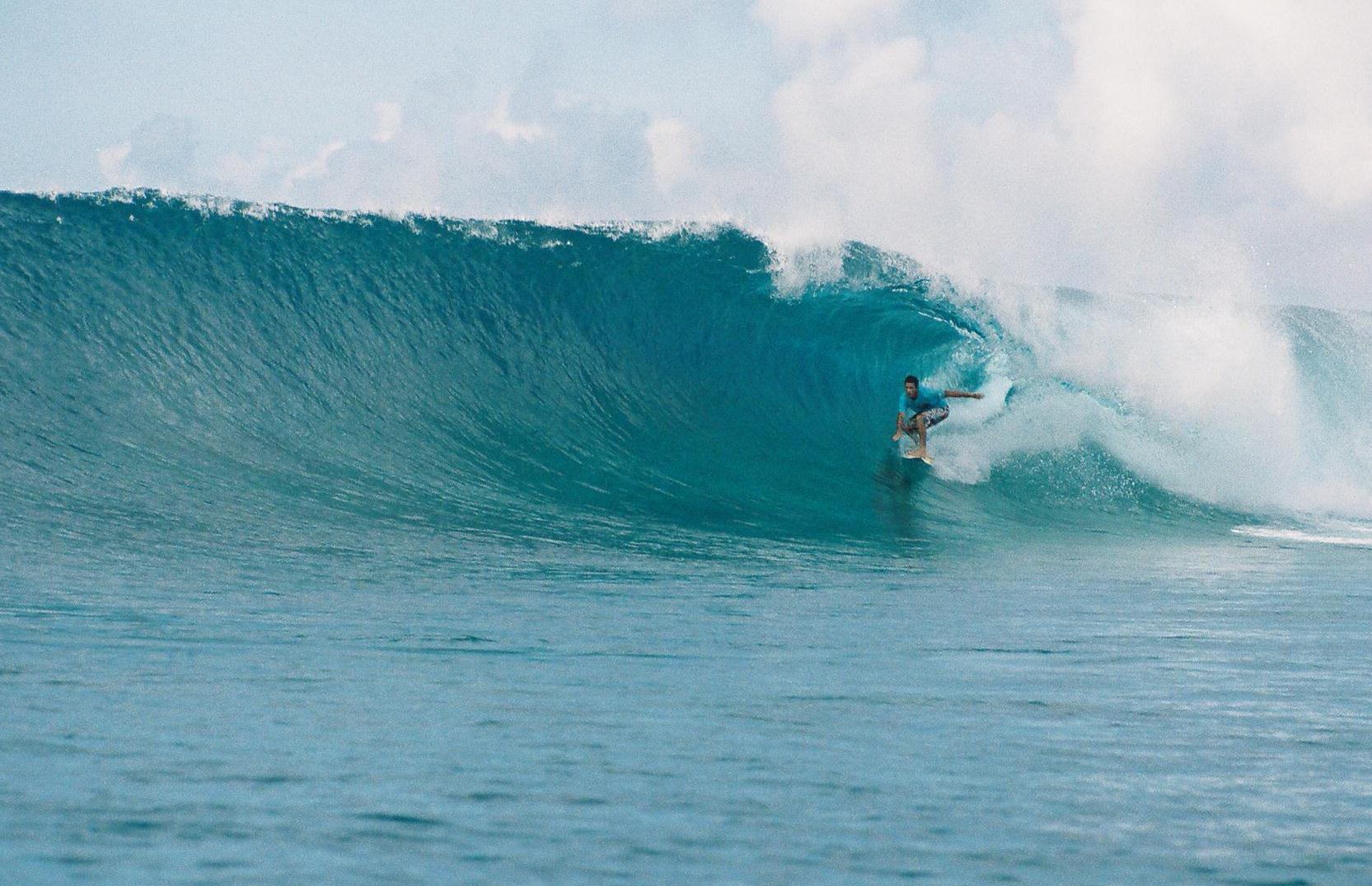
波納佩島衝浪地點Palikir Pass

波纳佩，又譯澎貝，是密克罗尼西亚联邦四个州之一，包括波纳佩岛及其周邊七個環礁合組而成的謝尼亞溫群島以及六個外島。
波纳佩州的首府是位於波纳佩岛北部的科洛尼亚。密克罗尼西亚联邦首都帕利基尔位于该州。

## 地理
波纳佩岛是密克罗尼西亚联邦面积最大，海拔最高，人口最多的環礁岛屿。人口约3.4万，以波纳佩人为主。波纳佩岛最高点海拔760 m亦是波纳佩州的最高點。波納佩島分為六個區，分別為：科洛尼亚（Kolonia）、Sokehs、Net、Uh、Kitti、Madolenihmw。波纳佩国际机场位于该島。
除了波納佩島，波納佩州還包括有全色盲人口比例極高、其語言有獨特的三重疊詞的平格拉普环礁、恩蓋蒂克環礁、努庫奧羅環礁、卡平阿馬朗伊環礁、奧羅盧克環礁及莫基爾環礁。

## 生物多樣性
波納佩是數種鳥類的棲息地，包括四種特有種，波納佩吸蜜鸚鵡（Pohnpei lorikeet）、波納佩扇尾鹟（Pohnpei fantail）、波納佩闊嘴鶲（Pohnpei flycatcher）和波納佩繡眼（Long-billed white-eye）。而暗色輝椋鳥，則被認為已經滅絕。

## 外部連結
- Pohnpei Visitors Center: Garden Island of Micronesia, State of Pohnpei （页面存档备份，存于）